# Horsham, Victoria
Horsham là một thành phố trong bang Victoria, Úc. Thành phố có dân số 16.514 người (năm 2018).

## Khí hậu
Horsham có khí hậu đại dương (phân loại khí hậu Köppen Cfb).
| Dữ liệu khí hậu của Horsham             | Dữ liệu khí hậu của Horsham | Dữ liệu khí hậu của Horsham | Dữ liệu khí hậu của Horsham | Dữ liệu khí hậu của Horsham | Dữ liệu khí hậu của Horsham | Dữ liệu khí hậu của Horsham | Dữ liệu khí hậu của Horsham | Dữ liệu khí hậu của Horsham | Dữ liệu khí hậu của Horsham | Dữ liệu khí hậu của Horsham | Dữ liệu khí hậu của Horsham | Dữ liệu khí hậu của Horsham | Dữ liệu khí hậu của Horsham |
| Tháng                                   | 1                           | 2                           | 3                           | 4                           | 5                           | 6                           | 7                           | 8                           | 9                           | 10                          | 11                          | 12                          | Năm                         |
| --------------------------------------- | --------------------------- | --------------------------- | --------------------------- | --------------------------- | --------------------------- | --------------------------- | --------------------------- | --------------------------- | --------------------------- | --------------------------- | --------------------------- | --------------------------- | --------------------------- |
| Cao kỉ lục °C (°F)                      | 46.0 (114.8)                | 47.4 (117.3)                | 41.0 (105.8)                | 35.0 (95.0)                 | 28.0 (82.4)                 | 24.0 (75.2)                 | 20.0 (68.0)                 | 26.0 (78.8)                 | 31.0 (87.8)                 | 38.0 (100.4)                | 42.3 (108.1)                | 46.0 (114.8)                | 47.4 (117.3)                |
| Trung bình ngày tối đa °C (°F)          | 31.0 (87.8)                 | 30.5 (86.9)                 | 26.8 (80.2)                 | 22.2 (72.0)                 | 17.7 (63.9)                 | 14.4 (57.9)                 | 13.6 (56.5)                 | 15.2 (59.4)                 | 18.2 (64.8)                 | 21.6 (70.9)                 | 26.1 (79.0)                 | 28.4 (83.1)                 | 22.1 (71.8)                 |
| Tối thiểu trung bình ngày °C (°F)       | 12.5 (54.5)                 | 12.6 (54.7)                 | 10.0 (50.0)                 | 7.1 (44.8)                  | 5.1 (41.2)                  | 3.7 (38.7)                  | 3.2 (37.8)                  | 3.2 (37.8)                  | 4.5 (40.1)                  | 5.4 (41.7)                  | 8.6 (47.5)                  | 10.4 (50.7)                 | 7.2 (45.0)                  |
| Thấp kỉ lục °C (°F)                     | 1.0 (33.8)                  | 2.5 (36.5)                  | 1.0 (33.8)                  | −2.0 (28.4)                 | −4.0 (24.8)                 | −6.0 (21.2)                 | −5.0 (23.0)                 | −4.0 (24.8)                 | −3.0 (26.6)                 | −3.0 (26.6)                 | −2.0 (28.4)                 | 1.0 (33.8)                  | −6.0 (21.2)                 |
| Lượng Giáng thủy trung bình mm (inches) | 28.7 (1.13)                 | 26.0 (1.02)                 | 14.7 (0.58)                 | 26.5 (1.04)                 | 31.3 (1.23)                 | 37.4 (1.47)                 | 41.2 (1.62)                 | 39.6 (1.56)                 | 36.8 (1.45)                 | 33.7 (1.33)                 | 32.8 (1.29)                 | 27.8 (1.09)                 | 374.8 (14.76)               |
| Số ngày mưa trung bình                  | 5.0                         | 4.7                         | 4.6                         | 6.5                         | 11.5                        | 16.5                        | 19.0                        | 17.0                        | 13.1                        | 9.2                         | 7.1                         | 5.7                         | 119.9                       |
| Nguồn:                                  |                             |                             |                             |                             |                             |                             |                             |                             |                             |                             |                             |                             |                             |